# Hilmar Wäckerle
Hilmar Wäckerle (24 novembre 1899 – 2 juillet 1941) est un commandant dans la Waffen-SS pendant la Seconde Guerre mondiale. Il fut également le premier commandant du camp de concentration de Dachau.

## Jeunesse
Fils d'un notaire public de Munich, Wäckerle est envoyé à l'école des officiers de l'armée bavaroise à l'âge de 14 ans afin de poursuivre sa carrière choisie. Après avoir terminé ses trois années en tant que cadet, il fut affecté au bataillon d'infanterie bavaroise en août 1917 et, l'année suivante, fut sergent sur le front occidental. Grièvement blessé en septembre 1918, il ne put revenir au front avant l'armistice et, en tant que tel, ne put devenir officier.

## Engagement politique
Incapable de continuer dans l'armée, Wäckerle s'inscrit à l'Université technique de Munich pour étudier l'agriculture. Comme son camarade de classe Heinrich Himmler, il rejoint le Freikorps Oberland anticommuniste et est l'un des premiers membres du parti nazi. Wäckerle est présent pendant le putsch de la Brasserie, ainsi qu'en janvier 1924 pendant la tentative d'assassinat de Franz Josef Heinz, le premier ministre de la Sarre administrée par les Français. Après avoir obtenu son diplôme à l'âge de 25 ans, Wäckerle s'éloigne de l'idéologie nazie pour devenir directeur d'un ranch de bétail. Cependant, il se rapproche de nouveau du parti en 1925, assistant régulièrement aux rassemblements du parti tout en participant à la rédaction du volet agraire du programme de gouvernement nazi. Il signa également avec le régiment de volontaires SS basé à Kempten.

## Dachau
En 1933, il est choisi par son ancien allié Himmler comme commandant du camp de concentration de Dachau nouvellement établi. Sous les ordres de Himmler, il établit des règles « spéciales » pour traiter les prisonniers, mettant en place la terreur comme mode de vie dans le camp. Ses initiatives comprenaient notamment l'exécution de prisonniers pour « insubordination violente » et « incitation à la désobéissance », pour laquelle il fut accusé pénalement. Il quitta ce poste quelques mois plus tard lorsque Theodor Eicke prit sa place.

## Waffen-SS
Il fut l'un des premiers membres des unités qui deviendront les Waffen-SS, devenant officier, avant d'être déployé aux Pays-Bas. Il dirigea son bataillon SS pendant la percée de la ligne néerlandaise Grebbe au cours duquel il fut blessé. Il servit également sur le Front de l'Est et dans la 5e Panzerdivision SS Wiking, où il fut promu SS-Standartenführer. Wäckerle fut tué au combat près de Lviv en 1941.
Juste après sa mort, sa veuve Elfriede emménagea avec un autre homme au lieu de faire son deuil. Outré par cette rupture du protocole nazi, Himmler fit déporter  l'homme dans un camp de concentration.